# Jan Kleyna
‎
Jan Kleyna, britanski astronom.
Kot raziskovalec deluje na Univerzi Havajev, kjer je v sodelovanju s Scottom S. Sheppardom odkril večja število naravnih satelitov Jupitra. Njegovo področje raziskav je dinamika galaksij. Deloval je na razvoju načina iskanja objektov (kot so Jupitrove lune) v realnem času..
Odkril je tudi večje število Saturnovih lun.